# Бугров, Станислав Алексеевич
Бугров Станислав Алексеевич (10 июня 1930 — 20 марта 2003) — советский и российский деятель авиационной и космической медицины, генерал-майор медицинской службы, доктор медицинских наук, профессор, Заслуженный врач России, Начальник Государственного научно-исследовательского испытательного института авиационной и космической медицины МО СССР (1984—1988), Начальник службы авиационной и космической медицины ВВС — заместитель начальника Центрального военно-медицинского управления МО СССР (1988—1991), начальник факультета подготовки врачей для Военно-воздушных Сил Военно-медицинской академии имени С. М. Кирова Архивная копия от 29 мая 2020 на Wayback Machine (1975—1982), сопредседатель Главнoй мeдицинcкoй кoмиссии пo oтбopy кocмoнaвтoв, председатель Государственной комиссии по подготовке и осуществлению запусков биоспутников серии «Космос», сопредседатель подгруппы «Космическая медицина» смешанной советско-американской рабочей группы по изучению космического пространства (1985—1991), действительный член Международной академии астронав-тики Архивная копия от 10 июня 2020 на Wayback Machine, Кавалер орденов Красной Звезды, «За службу Родине в Вооруженных силах СССР» III степени и многочисленных медалей, Ветеран Вооруженных Сил РФ, Почетный доктор Государственного научно-исследовательского испытательного института Министерства обороны РФ (авиационной и космической медицины Архивная копия от 6 июля 2020 на Wayback Machine), Почетный профессор Воронежского Государственного медицинского университета имени Н. Н. Бурденко Архивная копия от 26 мая 2020 на Wayback Machine МЗ РФ внёс значительный вклад в развитие авиационной и космической медицины, подготовку авиационных врачей для ВВС, совершенствование медицинского обеспечения лётчиков и космонавтов, в международное сотрудничество в области космонавтики.

## Биография
Родился в Ярославле 10 июня 1930 года в семье кадрового военного Алексея Алексеевича Бугрова и его жены Елены Николаевны (урождённой Майоровой) . Его детство пришлось на годы Великой Отечественной войны. С 1943 г. по 1948 г. он учился в Воронежском суворовском училище, затем в средней школе в Тирасполе. Окончив среднюю школу, Станислав Алексеевич поступил в Одесский медицинский институт им. Н. И. Пирогова, а затем перевёлся на Военно-медицинский факультет при Саратовском медицинском институте, по специальности авиационная медицина.
Научная и общественная деятельность
После окончания военно-медицинского факультета при Саратовском медицинском институте, Станислав Алексеевич Бугров был направлен для прохождения дальнейшей службы в авиационную часть на Дальнем Востоке, на должность старшего врача отдельного батальона аэродромно-технического обеспечения (с. Воскресенка, Спасского района Приморского края). С должности старшего врача истребительного авиационного полка (с. Воздвиженка Уссурийского городского округа Приморского края) поступил в 1962 г. в адъюнктуру Государственного научно-исследовательского испытательного института авиационной и космической медицины МО СССР Архивная копия от 6 июля 2020 на Wayback Machine (ГНИИИ АиКМ), которую окончил в 1965 г. с защитой диссертации на соискание учёной степени кандидата медицинских наук на тему «Внешнесекреторная функция поджелудочной железы при воздействии интенсивных поперечных ускорений» в Институте нормальной и патологической физиологии АМН СССР (научный руководитель профессор И. М. Хазен).
В 1966 г. Станислав Алексеевич принял участие в сложном и длительном эксперименте в первой отечественной сурдокамере в качестве нештатного испытателя. Значение этого первого отечественного эксперимента с длительной изоляцией (68 суток) для отечественной космонавтики и мировой науки пока только частично раскрыто в известной монографии О. Н. Кузнецова и В. И. Лебедева (1972). Личные впечатления главного участника пионерского эксперимента в сурдокамере содержатся в дневнике, который опубликован ЦНИИ ВВС Минобороны России в 2015, как служебное издание.
Этот уникальный изоляционный эксперимент открыл тогда, как позднее оказалось, новое крупное направление в космической медицине, связанное с наземным моделированием длительных орбитальных и межпланетных полётов. Позднее оно было очень серьёзно развито в Институте медико-биологических проблем после перехода в него из ГНИИИ АиКМ генерал-майора медицинской службы Олега Георгиевича Газенко, которого С. А. Бугров всегда считал одним из своих главных Учителей. Станиславом Алексеевичем Бугровым были проведены многочисленные исследования и натурные испытания с целью повышения устойчивости организма к действию факторов авиационного и космического полётов, разработаны перспективные составы носимых аварийных запасов (НАЗов) в различных климатогеографических зонах, изучена роль перекисного окисления липидов и антиоксидантной системы организма в поддержании работоспособности лётного состава. Он принял активное участие в ряде экспедиций с целью подготовки человека к выживанию в различных климатогеографических зонах (Индийский и Тихий океаны, пустыня Кара-Кум, Арктика, сибирская тайга, лесисто-болотистая местность и т. д.) и обоснования рекомендаций лётному составу и космонавтам по обеспечению жизнедеятельности в экстремальных условиях выживания.
На этой основе им разработана концепция сбалансированного энергопластического обеспечения деятельности лётчика. Всё это и многое другое является существенным научным вкладом в авиакосмическую медицину.
В период 1965-75 гг. в ряде НИР ГНИИИ АиКМ в составе научного коллектива С. А. Бугров под руководством И. Г. Попова проводит разносторонние комплексные исследования по физиологической разработке основ питания и водообеспечения космонавтов и лётного состава, было выполнено физиолого-гигиеническое обоснование систем питания космонавтов для полётов продолжительностью 2 месяца и более применительно к планировавшимся полётам на орбитальных станциях «Салют». Изучено влияние на пищеварительную систему невесомости, гипокинезии, изменённого газового состава воздуха, сдвигов в режиме труда и отдыха, длительных нервно-эмоциональных перегрузок и утомления, протяжённой автономности питания. В исследованиях с длительной гипокинезией проведено уточнение потребностей организма в витаминах, незаменимых аминокислотах, клетчатке, микроэлементах (кальций, калий, магний и др.) применительно к условиям космического полёта; определение оптимального содержания нутриентов, их сбалансированности и энергетической ценности. Для практической реализации результатов исследований была создана большая кооперация, включающая более 20 научных и производственных организаций пищевой, мясомолочной, химической и других отраслей промышленности. В начале 70-х годов в связи с задачами обеспечения полётов большей продолжительности (3 месяца и более) была выполнена работа по физиолого-гигиеническому обоснованию рациона космонавтов на основе сублимированных продуктов, пригодных для длительного хранения (9-12 месяцев) и готовых к употреблению непосредственно из упаковки после их восстановления водой, регенерированной в бортовых условиях из атмосферной влаги. Указанные рационы были успешно испытаны в макете корабля «Салют» в течение 90 суток.
В целом, по итогам этих исследований, С. А. Бугровым в составе научного коллектива были разработаны:
- биотехнология системы питания экипажа космического корабля в длительных орбитальных полетах, включая организацию и технологию питания с применением продуктов, консервированных тепловым способом и сублимированием, от приготовления пищи до складирования пищевых отходов;
- биотехнология пищевого и питьевого водообеспечения на основе консервированной и регенерированной из атмосферной влаги воды;
- бортовая инструкция по питанию и водообеспечению космонавтов в полете, а также методики оценки системы питания и водообеспечения космонавтов в полете.

С. А. Бугровым и соавторами были получены несколько авторских свидетельств на изобретение СССР и патентов РФ на рецептуры напитков для включения в бортовые рационы и способы производства молочно-фруктовых концентратов. Было доказано, что отмеченные пищевые добавки обладают повышенной биологической ценностью, ускоряют адаптацию к воздействию факторов полета, а также обладают лечебно-профилактическими свойствами.
Указанные работы позволили обеспечить экипажи орбитальных станций «Салют-3», «Салют-4» и «Салют-5» пищей и водой в достаточных количествах для сохранения здоровья и работоспособности в полете. Рационы и продукты такого типа в дальнейшем успешно использовались на орбитальных станциях «Салют», «Мир» и Международной космической станции (МКС) в полетах продолжительностью до 438 суток.
В 1970-75 гг. под руководством И. Г. Попова и С. А. Бугрова были проведены исследования по разработке водно-пищевого рациона и режима питания летчиков-космонавтов в загерметизированных скафандрах применительно к подготовке планируемого полета к Луне и высадке космонавтов на её поверхность. Рацион был разработан на основе плодово-ягодных соков с добавлением углеводов, минеральных веществ и белкового гидролизата; он обеспечивал человека питанием и водой в загерметизированном скафандре в течение 5 суток. Были разработаны медико-технические требования к инженерной части питания, определены сроки питания жидкими смесями без применения в скафандре калоприемника.
В 1975 г. С. А. Бугров был назначен начальником факультета подготовки авиационных врачей ВМА им. С. М. Кирова. Его приход в систему военного образования позволил осуществить более тесную связь профильных кафедр академии с факультетом подготовки врачей для ВВС, в соответствии с новыми требованиями науки и практики. Вся его деятельность этого периода была направлена на продуманное совершенствование профессиональной подготовки слушателей и курсантов к будущей самостоятельной работе в качестве авиационных врачей. В этой должности он постоянно поддерживал слушателей авиационного факультета в их стремлении связать жизнь с военной медициной, наукой, авиацией и космонавтикой, организовывал их активное участие в работе Военно-научного общества академии, участие в научно-практических конференциях и конкурсах.
Вернувшись в 1982 г. в ГНИИИ АиКМ на должность заместителя начальника, а затем и начальника ГНИИИ АиКМ (1984), С. А. Бугров внёс весомый вклад:
- в разработку вопросов медицинского контроля за летным составом;
- в создание и совершенствование системы обеспечения жизнедеятельности экипажей летательных аппаратов;
- организовал крупные медико-психологические исследования лётного состава в Афганистане;
- в разработку конкретных рекомендаций по нормированию летной нагрузки, проведению реабилитационных мероприятий и организации оказания адресной медицинской помощи с использованием авиации;
- в совершенствование системы профессионального медицинского и психологического отбора космонавтов;
- в повышение роли врачебно-летной экспертизы летного состава и космонавтов.

В 1988 г. Станислав Алексеевич назначен заместителем начальника ЦВМУ СССР — начальником Службы авиационной и космической медицины ВВС Архивная копия от 9 июля 2020 на Wayback Machine. Вступив в эту должность, С. А. Бугров начал активно заниматься вопросами переоснащения лечебных учреждений современной диагностической и лечебной аппаратурой, а также подготовкой кадров, способных её эффективно эксплуатировать в целях улучшения диагностики и повышения эффективности лечения и сокращения сроков пребывания летного состава в лечебных учреждениях.
Руководимой С. А. Бугровым Службой было обращено пристальное внимание на то, что дегенеративно-дистрофические заболевания позвоночника как следствие действия пилотажных перегрузок, перегрузок при посадке, катапультировании и парашютных прыжках получили широкое распространение и стали одной из главных причин преждевременной дисквалификации летного состава. В связи с этим С. А. Бугров стал одним из инициаторов исследований в интересах обоснования эффективных методов и средств продления летного долголетия. Результаты исследований легли в основу подготовки и издания в 1992-93 гг. капитального двухтомного «Справочника авиационного врача» (один из ответственных редакторов — С. А. Бугров), в котором особое внимание уделено вопросам клинической авиационной медицины, методам и способам восстановления психофизиологической надежности летного состава.
При его непосредственном участии разработан ряд руководящих и методических указаний по медицинскому обеспечению авиационных специалистов, решались актуальные проблемы комплексной оптимизации летного труда, проводилась большая работа по внедрению научно обоснованных рекомендаций в интересах повышения боевой эффективности авиации и обеспечения безопасности полетов.
При его деятельном участии готовились к печати и были изданы многочисленные сборники научных трудов, справочники и пособия для авиационных врачей и летного состава. В них подробно представлены актуальные вопросы организации и тактики медицинской службы, в том числе по оказанию медицинской помощи пострадавшим в авариях и катастрофах с использованием авиационного транспорта.
В 1985—1991 гг. С. А. Бугров являлся:
- Сопредседателем Главной медицинской комиссии по отбору космонавтов;
- Председателем Государственной комиссии по подготовке и осуществлению запусков биоспутников серии «Космос»;
- Сопредседателем подгруппы «Космическая медицина» смешанной советско-американской рабочей группы по изучению космического пространства.

Главной медицинской комиссией в этот период было отобрано в общей сложности 89 отечественных и зарубежных членов основных и дублирующих экипажей, и сформировано 14 экипажей, совершивших успешные длительные (до 438 суток) и кратковременные полеты на орбитальных станциях «Салют-7» и «Мир». Государственной комиссией по подготовке и осуществлению запусков биоспутников серии «Космос» в 1987 и 1989 гг. было организовано медико-биологическое обеспечение полетов биоспутников «Бион-8» и «Бион-9» с обезьянами и другими биообъектами на борту. Результаты проведенных биологических экспериментов были использованы для разработки рекомендаций космонавтам по снижению неблагоприятного воздействия невесомости на организм и сокращению адаптационного периода.
Подгруппой «Космическая медицина» смешанной советско-американской рабочей группы по изучению космического пространства была проведена стандартизация физиологических методов исследований в космических полетах СССР и США, позволившая объективизировать оценку состояния членов международных экипажей в космической программе «Мир — Шаттл» и позже уже в полетах на Международной космической станции.
После увольнения с военной службы в конце 1991 г. Станислав Алексеевич с 1994 года плодотворно работал главным специалистом в ГНИИИ АиКМ. При его непосредственном участии в авиационных частях и лечебных учреждениях получила развитие и практическое воплощение концепция реабилитации летного состава. На основе нового подхода были разработаны и внедрены эффективные методы и средства закаливания организма, профилактики заболеваний и восстановления функционального состояния летного состава, заметно сократился период ввода в строй летчиков после заболеваний и длительных перерывов в летной работе. Продолжал Станислав Алексеевич и свою экспертно-аналитическую работу в области космической медицины.
Станислав Алексеевич — автор более 160 научных работ. Под его руководством подготовлены и защищены 2 докторские и 10 кандидатских диссертаций.

## Основные научные труды
- 1. Бугров С.А. Внешнесекреторная функция поджелудочной железы при воздействии интенсивных поперечных ускорений. Автореф. дис. канд. мед. наук. // М., Институт нормальной и патологической физиологии АМН СССР. — 1965. — С. 14.
- 2. Бугров С.А., Пономаренко В.А. Медико-психологические вопросы обеспечения безопасности полета в современных условиях // Космическая биология и авиакосмическая медицина, М.. — 1987. — Т. 21, № 5. — С. 4—10. Архивировано 3 мая 2018 года.
- 3. Бугров С.А., Пономаренко В.А. О перестройке научных исследований в области авиационной медицины в интересах практики войск // Военно-медицинский журнал. — 1988. — № 5. — С. 48—51.
- 4. Бугров С.А. К лётному долголетию // Авиация и космонавтика, М.. — 1989. — № 4. — С. 30—31.
- 5. Бугров С.А. Человеческий фактор в авиации: медицинские аспекты // Воен.-мед. журнал. — 1989. — Август. — С. 3—5..
- 6. Бугров С.А., Фролов Н.И. Актуальные проблемы медицинского обеспечения полетов // /Военно-медицинский журнал.. — 1989. — № 12. — С. 51—54. Архивировано 14 февраля 2019 года.
- 7. Бугров С.А., Литовченко В.В. Авиационное обеспечение мероприятий по оказанию медицинской помощи при стихийных бедствиях, авариях и катастрофах // Военно-медицинский журнал. — 1990. — № 4. — С. 22—25.
- 8. Григорьев А. И., Бугров С. А., Богомолов В. В. и др. Обзор основных медицинских результатов годового полета на станции "Мир" // Косм. биология и авиакосм. медицина. — 1990. — Т. 24, № 5. — С. 3—10.
- 9. Бугров С.А. Состояние и пути дальнейшего совершенствования медицинского обеспечения личного состава Военно-Воздушных Сил // Воен.-мед. журнал. — 1991. — № 8. — С. 56—58.
- 10. Бугров С.А., Литовченко В.В., Головчиц В.Н. Использование авиационного транспорта при оказании медицинской помощи пострадавшим в очаге землетрясения // Военно-медицинский журнал. — 1991. — № 9. — С. 54—57. Архивировано 9 июля 2014 года. .
- 11. Бугров С. А., Якушев В. С., Головчиц В. Н. Перспективы использования электронно-вычислительной техники в интересах медицинской службы ВВС // Воен.-мед. журнал. — 1991. — № 10. — С. 10—13.Б
- 12. Бугров С. А., Радченко С. Н., Лозинский П. А. Влияние продукта переработки молока на неспецифическую резистентность организма // Воен.-мед. журнал. — 1992. — № 3. — С. 43—44..
- 13. Под общ. ред. С. А. Бугрова, П. В. Васильева, В. А. Пономаренко, В. Ф. Токарева. Справочник авиационного врача // М.: Воздушный транспорт. — 1992—1993. — Т. 2 кн.. — С. 327 с.; 528 с..
- 14. Бугров С. А., Лапаев Э. В., Пономаренко В. А., Ступаков Г. П. Проблема профессионального здоровья в авиационной медицине // Воен.-мед. журнал. — 1993. — № 1. — С. 61—64.
- 15. Бугров С. А., Радченко С. Н., Ващило Б. А., Лаиров И. А. Проблема использования алиментарных средств для повышения устойчивости организма летного состава к воздействию неблагоприятных факторов профессиональной деятельности // Вестн. Рос. АМН. — 1996. — № 7. — С. 45—48..Бугров С. А.